# یک مالک
یک مالک (به هندی: Malik Ek) فیلمی محصول سال ۲۰۱۰ و به کارگردانی دیپاک بالراج است. در این فیلم بازیگرانی همچون جکی شروف، مانوج کومار، دیویا دوتا، روهینی هاتانگادی، سمریتی ایرانی ایفای نقش کرده‌اند.